# Lejdis
Lejdis – film produkcji polskiej zrealizowany przez Tomasza Koneckiego i Andrzeja Saramonowicza i reklamowany jako „damska odpowiedź” na ich wcześniejszy film Testosteron. Zdjęcia kręcono w Warszawie i Brukseli.

## Fabuła
Bohaterkami filmu są cztery warszawianki, które już w dzieciństwie ochrzciły się mianem „lejdis” (od ang. „ladies” – damy). Łucja pracuje jako nauczycielka w szkole podstawowej i wychowuje syna, Szymona. Jest zdradzana i oszukiwana przez narzeczonego. Gośka, prawniczka, jest żoną polityka Artura. Nie wie, że mąż – w istocie homoseksualista – zdradza ją z portugalskim posłem. Najbogatsza z przyjaciółek, właścicielka fitness klubu Monia, żyje w związku z milionerem Tomkiem. Pomimo szczęścia materialnego, targają nią kompleksy na punkcie własnego ciała. Ostatnia z kobiet, rezolutna Karolina, zwana „Korbą”, nie kryje się ze swoim promiskuityzmem, lecz będzie musiała zmienić rozrywkowy tryb życia, gdy w jej codzienność wkroczy zapomniany, umierający ojciec.

## Obsada
- Edyta Olszówka jako Łucja (Lucy), nauczycielka
- Anna Dereszowska jako Karolina „Korba” Korbowicz, korektorka
- Magdalena Różczka jako Monia Kochanowska, milionerka, właścicielka klubu fitness
- Izabela Kuna jako Gośka, prawniczka
- Robert Więckiewicz jako Marek Dywanik, narzeczony Łucji, kurator oświatowy
- Piotr Adamczyk jako Artur, mąż Gośki
- Rafał Królikowski jako Tomek, mąż Moni, milioner
- Tomasz Kot jako Istvan, węgierski europoseł
- Tomasz Karolak jako Wojtek, ortopeda
- Borys Szyc jako Błażej, brat Marka
- Danuta Stenka jako Nina, matka Moni
- Krzysztof Globisz jako Tadeusz, ojciec Moni
- Jan Englert jako Jan Korbowicz, ojciec Korby
- Wojciech Mecwaldowski jako Erwin, grafik
- Magdalena Boczarska jako Arletta, nauczycielka, kochanka Marka
- Dominika Kluźniak jako Milena, redaktor naczelna
- Mateusz Janicki jako Klaudiusz, kochanek Korby
- Antoni Królikowski jako Janek „Yerba” Korbowicz, brat Korby
- Stanisław Konecki jako Szymek, syn Łucji
- Hanna Konarowska jako Marysia, sekretarka
- Rafał Rutkowski jako Dariusz, przyjaciel Tomka
- Piotr Borowski jako Portugalczyk
- Witold Dębicki jako ksiądz dyrektor
- Grzegorz Małecki jako dr Wituch
- Ewa Telega-Domalik jako dr Lewińska
- Krzysztof Zawadzki jako dr Mirski
- Ewelina Paszke jako wróżka
- Piotr Bikont jako strażnik 1
- Robert Makłowicz jako strażnik 2
- Rafał Cieszyński jako żongler
- Andrzej Młynarczyk jako seksowny ślusarz
- Maria Ciunelis jako koleżanka z interny
- Alżbeta Lenska jako Tnąca
- Cezary Pazura jako Narrator
- Kinga Ilgner jako żona Darka
- Konstancja Saramonowicz jako Gośka w wieku 10 lat
- Wiktoria Gąsiewska jako Łucja w wieku 9 lat
- Aleksandra Betańska jako Korba w wieku 7 lat
- Adrianna Domańska jako Monia w wieku 5 lat
- Zuzanna Domańska jako Rzepecka
- Kamil Klier jako Kozłowski, uczeń Łucji
- Michał Włodarczyk jako Tybinkowski, uczeń Łucji
- Brian Scott jako pan Mzimo
- Anna Iberszer jako „Tsunami”
- Witold Łuczyński jako informatyk
- Marian Cygaro jako minister rolnictwa
- Julia Pietrucha jako jedna z dziewczyn Marka
- Agata Kapturkiewicz jako sekretarka
- Joanna Fidler jako położna
- Danuta Borsuk jako pielęgniarka
- Mirosława Olbińska jako pacjentka
- Piotr Warfołomiejew jako pacjent
- Iwo Pawłowski jako karzeł z tubą
- Monika Pęconek jako „Czerwony kapturek"
- Katarzyna Soporek jako tnąca
- Grzegorz Czepułkowski jako kochanek Korby
- Elżbieta Czerwińska jako pielęgniarka